# Catedral de Estetino
A Basílica Catedral de São Tiago Apóstolo (em polonês/polaco: Bazylika archikatedralna św. Jakuba w Szczecinie) é uma catedral católica localizada na cidade de Estetino, na Polônia. É a sede da Arquidiocese de Estetino-Kamień.